# Nakano-shimbashi (metropolitana di Tokyo)
Nakano-Shimbashi (中野新橋駅?, Nakano-Shimbashi-eki) è una stazione della metropolitana di Tokyo e si trova nel quartiere di Nakano a Tokyo. Appartiene alla diramazione Hōnanchō della Marunouchi della Tokyo Metro.

## Struttura
La stazione è dotata di due marciapiedi laterali con due binari sotterranei.
| 1 | Linea Marunouchi | per Hōnanchō                                     |
| 2 | Linea Marunouchi | per Nakano-Sakaue, Ogikubo, Shunjuku e Ikebukuro |

## Stazioni adiacenti
| «                | Servizio             | »                |
| Linea Marunouchi | Linea Marunouchi     | Linea Marunouchi |
| ---------------- | -------------------- | ---------------- |
| Nakano-fujimichō | Diramazione Hōnanchō | Nakano-Sakaue    |